# Absorbancia
En espectrofotometría, la absorbancia (a veces, absorbencia) ({\displaystyle A\,}) se define como:
{\displaystyle A_{\lambda }=-\log _{10}\left({\frac {I}{I_{0}}}\right)}
donde:
{\displaystyle I\,} es la intensidad de la luz con una longitud de onda específica {\displaystyle \lambda \,} tras haber atravesado una muestra (intensidad de la luz transmitida) 
{\displaystyle I_{0}\,} es la intensidad de la luz antes de entrar a la muestra (intensidad de la luz incidente)
El término frecuentemente es intercambiable con densidad óptica.
La medida de absorbancia se usa con frecuencia en química analítica y en bioquímica, ya que la absorbancia es proporcional al camino óptico de la muestra y a la concentración de la sustancia en ésta, en contraste con la transmitancia I / I0, que varía exponencialmente con el grosor y con la concentración.